# كوري جاينز
كوري جاينز (بالإنجليزية: Corey Gaines)‏ مواليد 1 يونيو 1965 في لوس أنجلوس، هو مدرب كرة سلة أمريكي ولاعب معتزل. بدأ مسيرته الاحترافية في سنة 1988. تم اختياره من قبل فريق سياتل سوبرسونيكس خلال الدرافت. وهو مدرب مساعد لفريق نيويورك نيكس في الرابطة الوطنية لكرة السلة. يبلغ طوله 6 قدم 3 بوصة (1.9 م). اعتزل اللعب في 2004.

## المسيرة الاحترافية
لعب مع بروكلين نتس في سنة 1989، ثم لعب مع فيلادلفيا سفنتي سيكسرز في سنة 1990، ثم لعب مع دنفر ناغتس في سنة 1990.

## روابط خارجية
- كوري جاينز على موقع إن بي أي (الإنجليزية)
- كوري جاينز على موقع سبورتس رفرنس (الإنجليزية)
- كوري جاينز على موقع كرة السلة الأوروبية.كوم (الإنجليزية)
- كوري جاينز على موقع كلية كرة السلة في سبورتس رفرنس.كوم (الإنجليزية)
- كوري جاينز على موقع ريلجم (الإنجليزية)
- كوري جاينز على موقع بروبوليرز (الإنجليزية)
- كوري جاينز على موقع سبورتس رفرنس (الإنجليزية)
- كوري جاينز على موقع سبورتس رفرنس (الإنجليزية)